# Isla Mazocarit
Isla Mazocarit (ibland benämnd Isla Masocarit) är en ö i Mexiko. Den ligger i mynningen av bukten Bahía Agiabampo och tillhör kommunen Huatabampo i delstaten Sonora. Ön har ett rikt fågelliv, bland annat har många bon av ökenkolibri hittats på ön.